# Eads, Colorado
Eads är administrativ huvudort i Kiowa County i Colorado. Orten har fått sitt namn efter ingenjören James Buchanan Eads. Enligt 2020 års folkräkning hade Eads 672 invånare.